# Запис Антића орах (Сикирица)
Запис Антића орах (Сикирица) се налази на парцели чији је власник Антић Зоран.

## Локација
| Општина             | Параћин                                                                     |
| Катастарска општина | Сикирица                                                                    |
| Потес               | Рудине                                                                      |
| Координате          | 43° 46′ 21″ С; 21° 24′ 00″ И / 43.772500000000001° С; 21.399999999999999° И |
| Надморска висина    | 136m                                                                        |

## Карактеристике
Дендрометријске вредности утврђене на терену и сателитским снимцима:
| Стабло                     | Орах |
| Висина стабла              | m    |
| Обим дебла                 | m    |
| Пречник крошње             | 8m   |
| Пречник дебла              | m    |
| Висина дебла до прве гране | m    |

## База записа
Запис је у оквиру Викимедија пројекта "Запис - Свето дрво" заведен под редним бројем 0704.